# Haldorus furcatus
Haldorus furcatus är en insektsart som beskrevs av Caldwell 1952 . Haldorus furcatus ingår i släktet Haldorus och familjen dvärgstritar. Inga underarter finns listade i Catalogue of Life.